# Mariotti-Denkmal

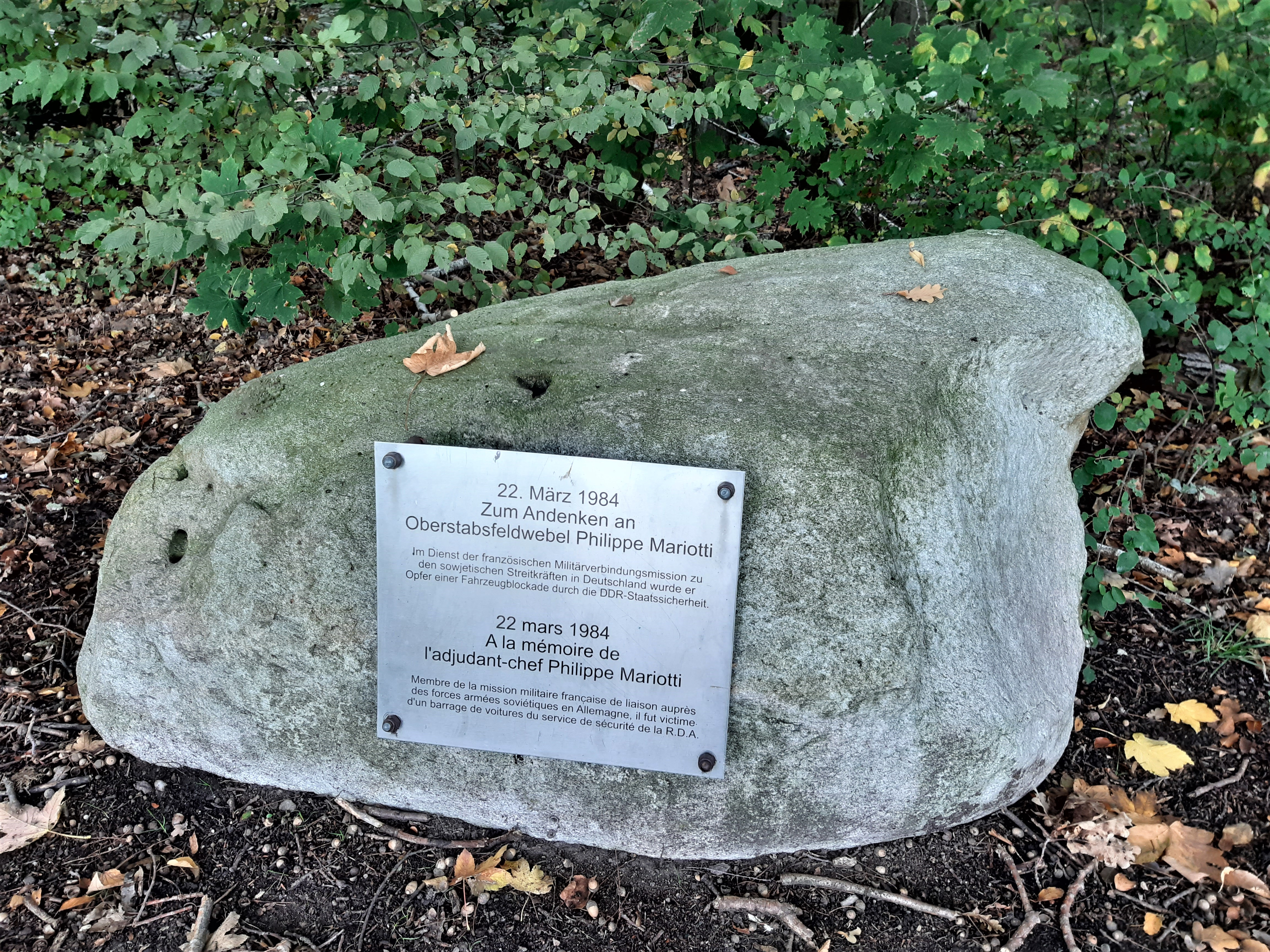

Das Mariotti-Denkmal befindet sich an der Kreuzung Brandbergweg und Nordstraße in Halle (Saale) und erinnert an den Tod des französischen Adjudant-chef Philippe Mariotti am 22. März 1984.

## Anlass
Am 22. März 1984 wurde der Angehörige der französischen Militärverbindungsmission Philippe Mariotti als Fahrer bei einer Blockierungsmaßnahme von Angehörigen des Ministeriums für Staatssicherheit und der Nationalen Volksarmee (NVA) der DDR getötet.

## Denkmal
Das Denkmal besteht aus einem Gedenkstein und einer daran angebrachten metallenen Tafel mit Beschriftung. Der Text in deutscher Sprache lautet:

„22. März 1984
  Zum Andenken an
 Oberstabsfeldwebel Phillipe Mariotti
 Im Dienst der französischen Militärverbindungsmission zu
 den sowjetischen Streitkräften in Deutschland wurde er
 Opfer einer Fahrzeugblockade durch die DDR-Staatssicherheit“

Darunter steht in französischer Sprache: 

« 22 mars 1984
  A la mémoire de
 l'adjudant-chef Phillipe Mariotti
 Membre de la mission militaire française de liaison auprès
 des forces armées soviétiques en Allemagne, il fut victime
 d'un barrage de voitures du service de sécurité de la R.D.A. »

Das Denkmal wurde am 20. Jahrestag des Unglücks am 21. März 2004 im Beisein von Général de brigade a. D. Jean Paul Huet, dem damaligen Chef der französischen Mission, enthüllt.